# 8-as számú Országos Kéktúra szakasz
A 8-as számú Országos Kéktúra szakasz 39,4 km hosszúságú, a Bakonyon halad át Városlőd és Zirc között.
| jelzés | azonosító     | útvonal | hossz km | infók |
| ------ | ------------- | --- | -------- | ----- |
|        | OKT-081 I.8/1 | Városlőd-Kislőd, vá. - Városlőd - sportpálya - 8-as út aluljáró - Erzsébetmajor - Hosszú-földek - Vámos-patak - Régi vasút - Erdei pihenő - Vadászház - Jáger-rét - (Németbánya) | 11,6     |       |
|        | OKT-906       | Németbánya - OKT bekötő útszakasz | 1,1      |       |
|        | OKT-082 I.8/2 | Németbánya - bauxitszállító út - régi vasút - Cseres - Gyökér-kút - Mészégető - Gerence-fogadó - Bakonybél                                                                       | 8,4      |       |
|        | OKT-083 I.8/3 | Bakonybél - Öreg-séd-völgye - Barátok útja - Parajos - Eleven-förtés - Határ-nyiladék - Kőris-hegy                                                                               | 6,1      |       |
|        | OKT-084 I.8/4 | Kőris-hegy - Kisszépalmapuszta - Szépalmapuszta (Hotel Szépalma) - Rét-földek - Borzavár                                                                                         | 6,0      |       |
|        | OKT-085 I.8/5 | Borzavár - Takács-árok - Pintér-hegy - parkerdő - tanösvény bejárat, parkoló - Zirc, Rákóczi tér - Apátság - Zirc, vá.                                                           | 6,0      |       |
|        | OKT-907       | OKT-907 Zirc, vá. - OKT bekötő útszakasz | 0,2      |       |

OKT = Országos Kéktúra

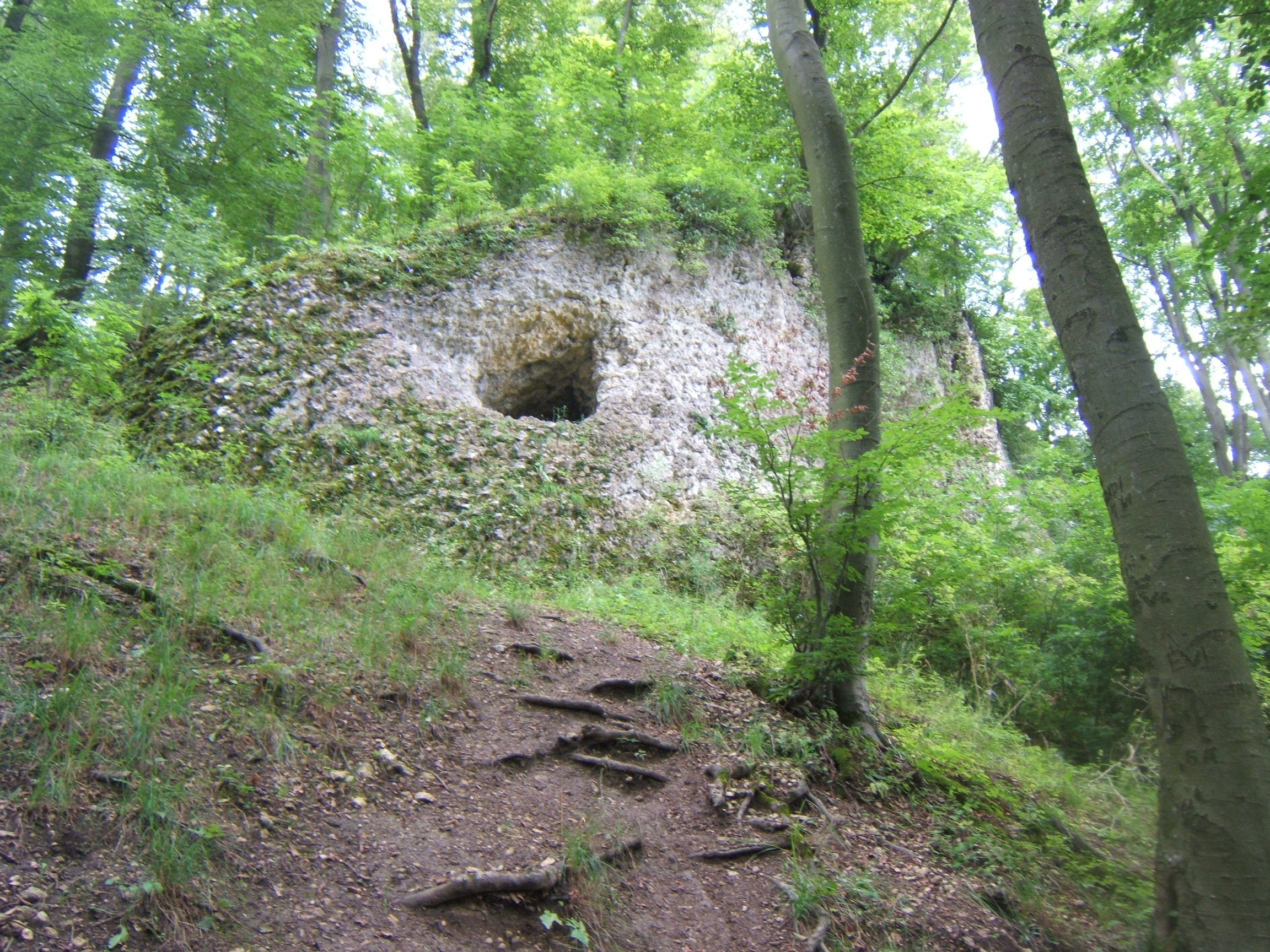
Hölgykő vára Városlőd mellett, az OKT útvonala közelében
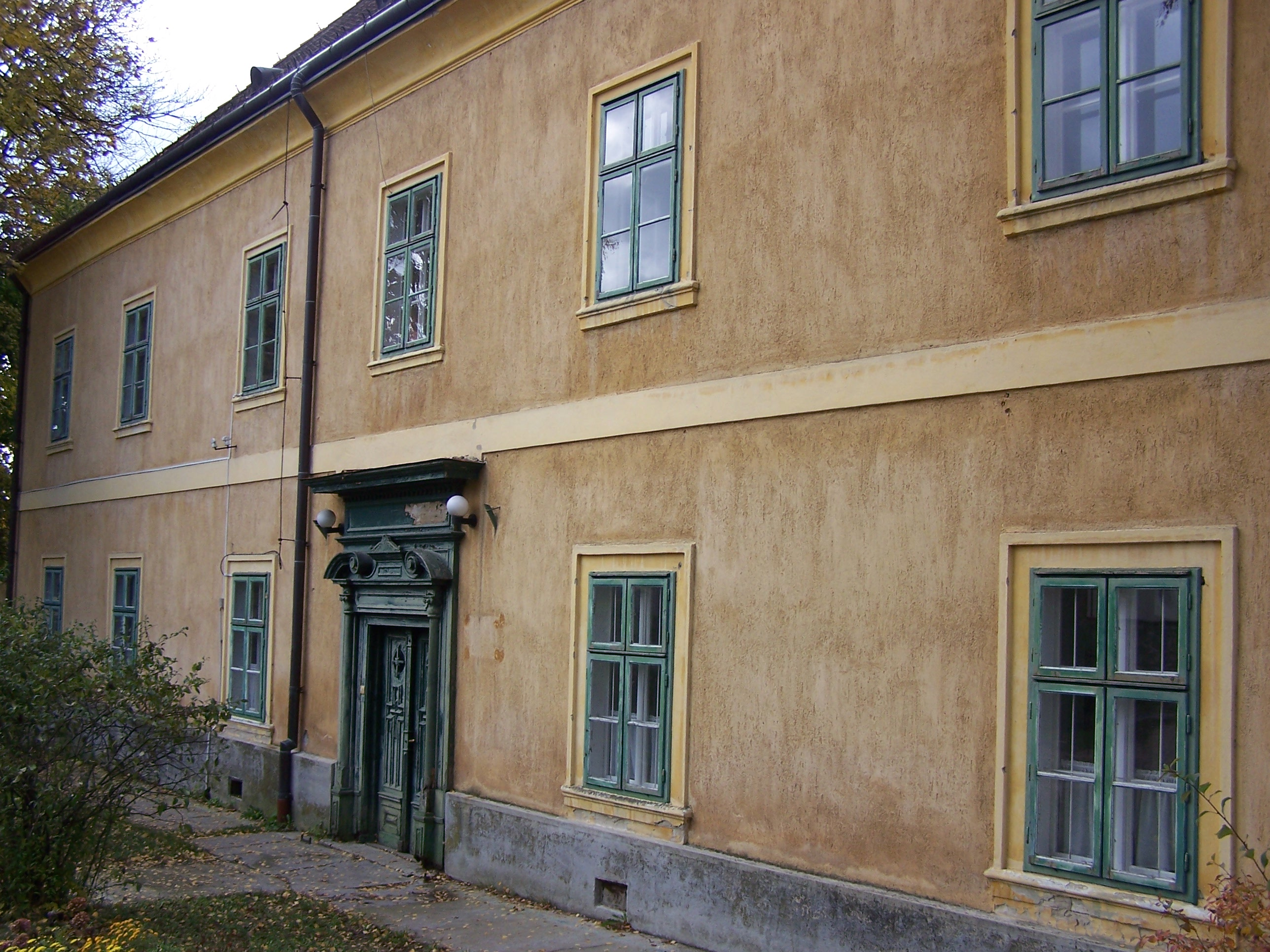
Szent Mauríciusz Monostor
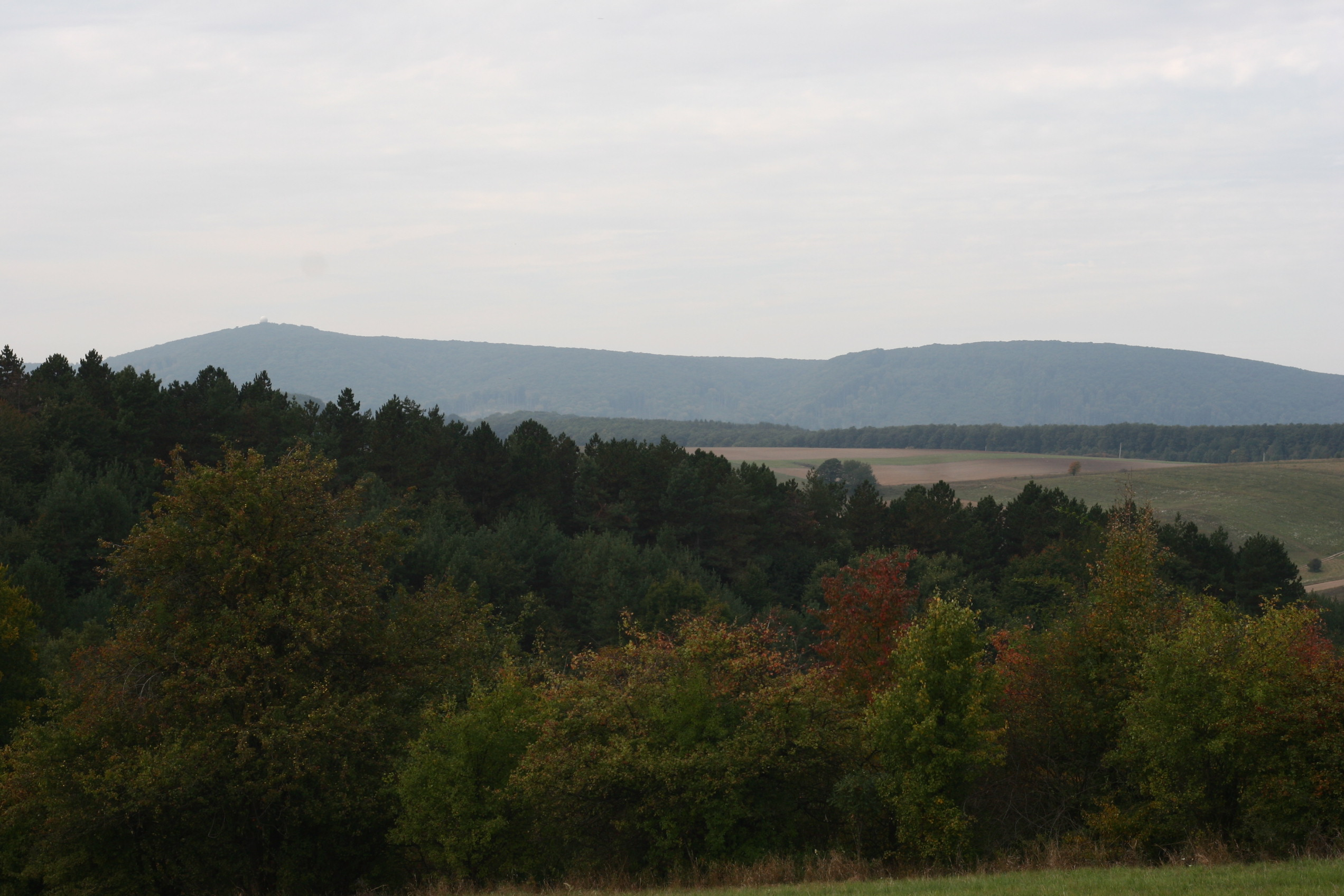
A Kőris-hegy Borzavár felől
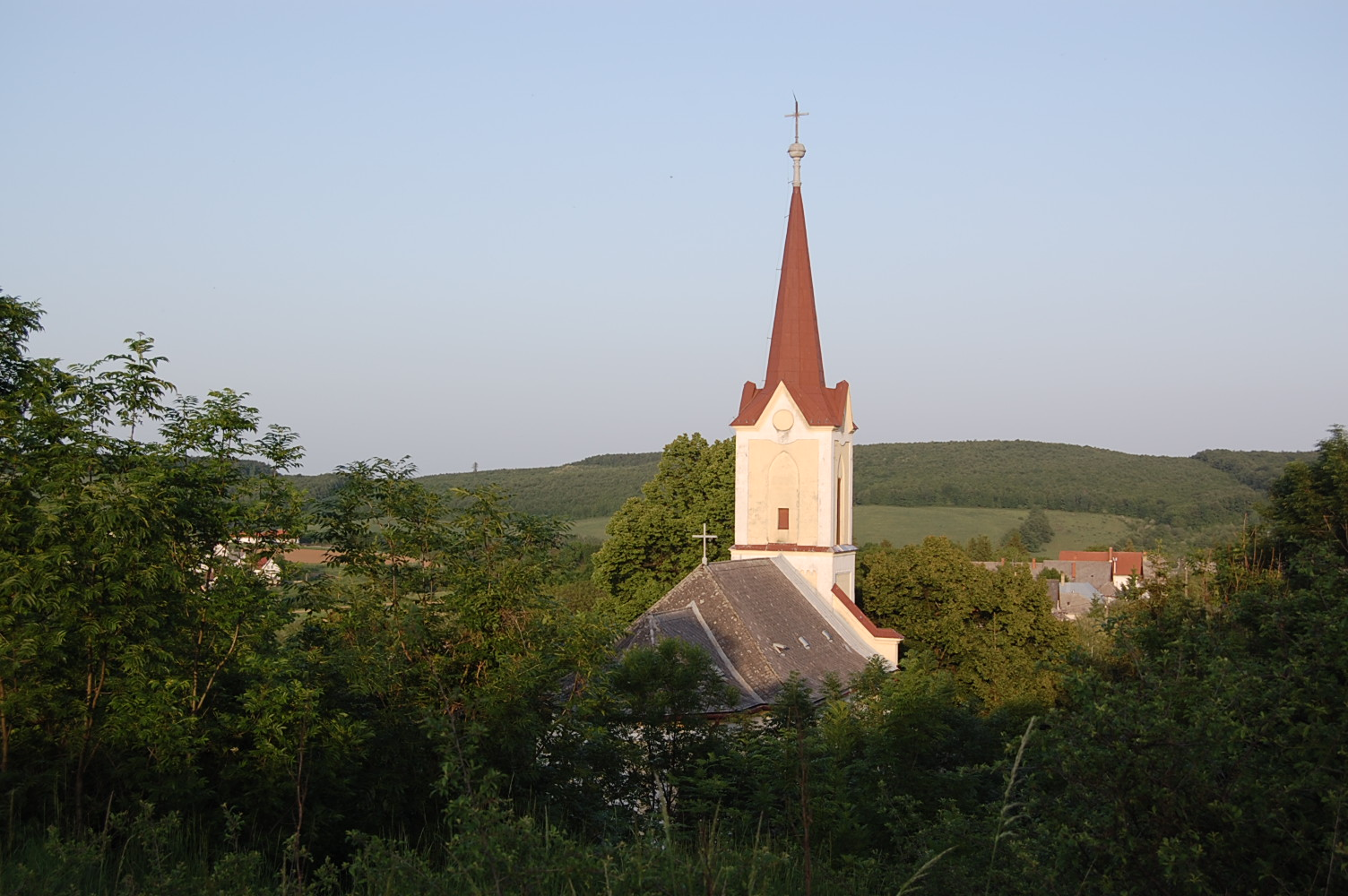
Borzavári templomtorony
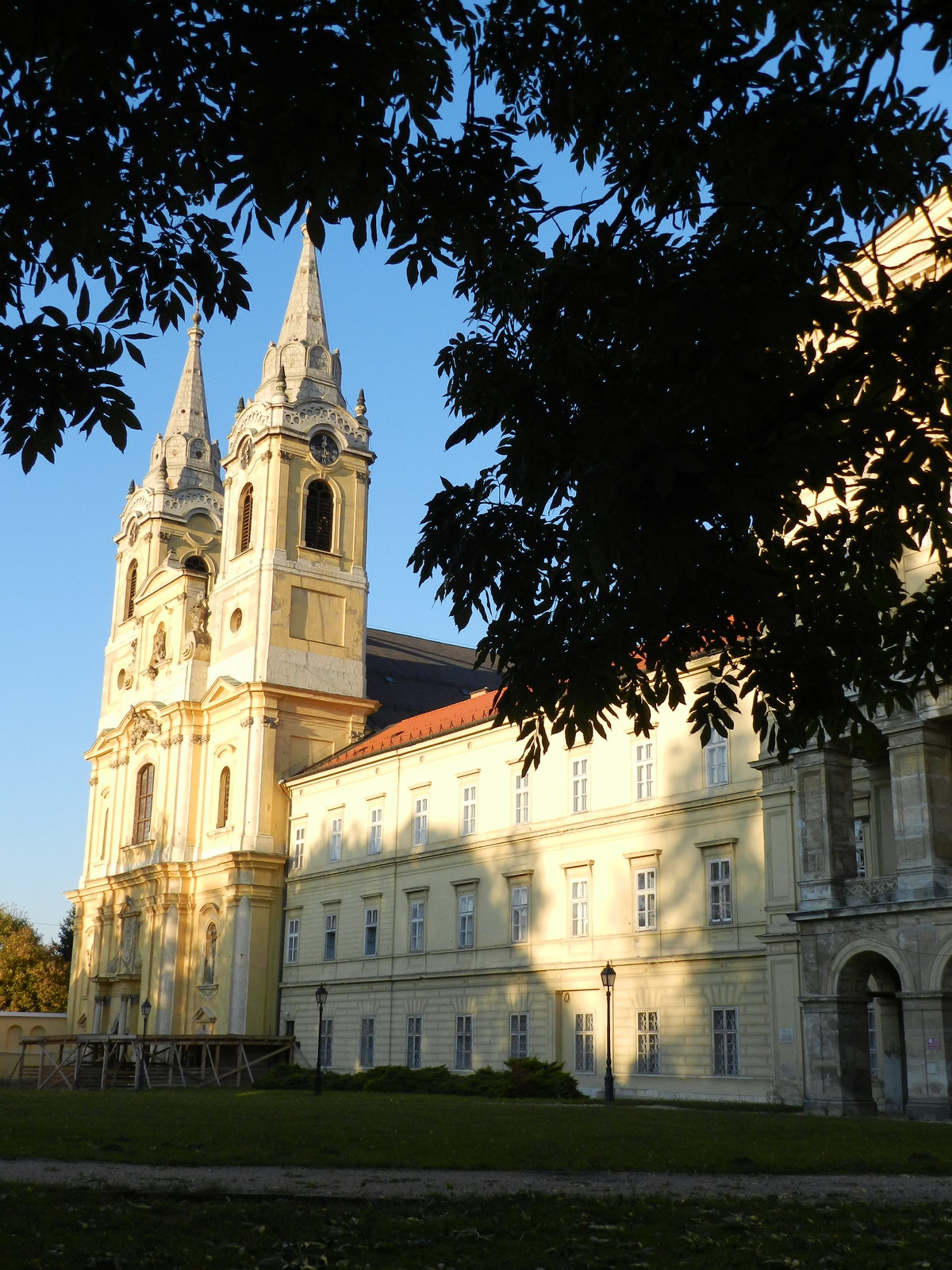
Zirci apátság